# Demetrios Constantelos
Demetrios J. Constantelos (Messenia (unità periferica), 27 luglio 1927 – New York, 10 gennaio 2017) è stato un biblista e traduttore greco, sacerdote della Chiesa greco-ortodossa d'America.
Nativo di Spilia, in Messenia, nel 1955 fu ordinato sacerdote dell'Arcidiocesi Greco-Ortodossa d'America, afferente al Patriarcato ecumenico di Costantinopoli, e, nel 1965, conseguì il PhD in studi della civiltà bizantina alla Rutgers University.
Fu professore emerito di storia e religioni all'università pubblica "Richard Stockton" di Pomona, nel New Jersey.